# 莫爾島 (蘭加瓦特湖)
莫爾島是蘇格蘭的島嶼，位於劉易斯島的蘭加瓦特湖中央，屬於內赫布里底群島的一部分，面積0.59平方公里，最高點海拔高度64米，島上無人居住。
58°6′2″N 6°43′29″W / 58.10056°N 6.72472°W